# Green Network AB
Green Network AB, 556669-3718, var ett  svenskt telekommunikationsbolag med mål att bygga upp ett rikstäckande tredje generationens mobiltelefoninät i 450 MHz-bandet med hjälp av CDMA2000-teknik. Företaget ägdes till 75 % av Russian Telecommunications Development Corporation (RTDC). I februari 2005 erhöll konkurrenten Nordisk Mobiltelefon AB en svensk 3G/CDMA2000-licens men beslutet överklagades av Green Network. I april 2006 beslutade kammarrätten att upphandlingen måste göras om. Nordisk Mobiltelefon överklagade till regeringsrätten som beviljade prövningstillstånd. 5 april 2006 tilldelades bolaget två av tre licenser för utbyggnad av 3G/CDMA2000-nät i Österrike. Bolagets huvudkontor ligger i Stockholm. VD (2006) var Arvid Brandberg. Bolaget är numera likviderat. 